# Вісник Української Народної Республіки
«Вістник Українськоі Народньої Республіки» — газета, офіційний орган Директорії УНР та Державної Канцелярії. Утворений у січні 1918 на базі газети «Державний Вістник». Виходив тричі на тиждень, спочатку в Києві, від лютого 1919 — у Вінниці, від червня 1919 — у м. Кам'янець-Подільський (нині Хмельницької обл.). Вісник друкував універсали, накази, а також закони і розпорядження, статті з проблем внутрішньої і зовнішньої політики, суспільно-політичного життя тощо.